# Министерство внутренних дел и юстиции Колумбии
Министерство внутренних дел и юстиции Колумбии является национальным министерством исполнительного правительства Колумбии, которое несет ответственность за соблюдение закона и отправление правосудия, что эквивалентно министерствам юстиции и внутренних дел других стран.

## Министры
| № п/п | Имя           | Срок      |
| ----- | ------------- | --------- |
| 1     | Фернандо Ойос | 2002-2003 |
| 2     | Сабас ла Вега | 2003-2006 |
| 3     | Карлос Сарди  | 2006-2008 |
| 4     | Фабо Коссио   | 2008-2010 |
| 5     | Херман Льерас | 2010-2011 |